# Saint-Martin-de-Boubaux
Pour les articles homonymes, voir Saint-Martin.
Saint-Martin-de-Boubaux est une commune française, située dans le sud-est du département de la Lozère en région Occitanie.
Exposée à un climat méditerranéen, elle est drainée par le Galeizon, la Salindre et par divers autres petits cours d'eau. Incluse dans les Cévennes, la commune possède un patrimoine naturel remarquable : deux sites Natura 2000 (la « vallée du Gardon de Mialet » et la « vallée du Galeizon ») et quatre zones naturelles d'intérêt écologique, faunistique et floristique.
Saint-Martin-de-Boubaux est une commune rurale qui compte 194 habitants en 2022, après avoir connu un pic de population de 1 093 habitants en 1851.  Ses habitants sont appelés les Boubaussois ou  Boubaussoises.

## Géographie

### Localisation
Commune située dans le sud du département de la Lozère, elle est limitrophe du Gard.

### Communes limitrophes
Les communes limitrophes sont  Lamelouze, Le Collet-de-Dèze, Mialet, Saint-Germain-de-Calberte, Saint-Michel-de-Dèze, Saint-Paul-la-Coste, Saint-Étienne-Vallée-Française et Soustelle.
| Saint-Germain-de-Calberte      | Saint-Michel-de-Dèze       | Le Collet-de-Dèze |
| Saint-Étienne-Vallée-Française | Saint-Martin-de-Boubaux    | Lamelouze (Gard)  |
| Mialet (Gard)                  | Saint-Paul-la-Coste (Gard) | Soustelle (Gard)  |

### Hydrographie
Elle est parcourue par le Galeizon, qui se jette dans le Gardon d'Alès près de cette ville.

### Climat
Pour des articles plus généraux, voir Climat de l'Occitanie et Climat de la Lozère.
En 2010, le climat de la commune est de type climat méditerranéen franc, selon une étude s'appuyant sur une série de données couvrant la période 1971-2000. En 2020, Météo-France publie une typologie des climats de la France métropolitaine dans laquelle la commune est exposée à un climat de montagne ou de marges de montagne et est dans la région climatique Provence, Languedoc-Roussillon, caractérisée par une pluviométrie faible en été, un très bon ensoleillement (2 600 h/an), un été chaud (21,5 °C), un air très sec en été, sec en toutes saisons, des vents forts (fréquence de 40 à 50 % de vents > 5 m/s) et peu de brouillards.
Pour la période 1971-2000, la température annuelle moyenne est de 12,2 °C, avec une amplitude thermique annuelle de 16,5 °C. Le cumul annuel moyen de précipitations est de 1 486 mm, avec 8,6 jours de précipitations en janvier et 4,4 jours en juillet. Pour la période 1991-2020, la température moyenne annuelle observée sur la station météorologique la plus proche, située sur la commune du Collet-de-Dèze à 5 km à vol d'oiseau, est de 12,9 °C et le cumul annuel moyen de précipitations est de 1 612,2 mm,. Pour l'avenir, les paramètres climatiques de la commune estimés pour 2050 selon différents scénarios d'émission de gaz à effet de serre sont consultables sur un site dédié publié par Météo-France en novembre 2022.

### Milieux naturels et biodiversité

#### Espaces protégés
La protection réglementaire est le mode d’intervention le plus fort pour préserver des espaces naturels remarquables et leur biodiversité associée,.
Dans ce cadre, la commune fait partie de l'aire d'adhésion du Parc national des Cévennes. Ce  parc national, créé en 1967, est un territoire de moyenne montagne formé de cinq entités géographiques : le massif de l'Aigoual, le causse Méjean avec les gorges du Tarn et de la Jonte, le mont Lozère, les vallées cévenoles ainsi que le piémont cévenol.
La commune fait également partie de la zone de transition des Cévennes, un territoire d'une superficie de 116 032 ha reconnu réserve de biosphère par l'UNESCO en 1985 pour la mosaïque de milieux naturels qui la composent et qui abritent une biodiversité exceptionnelle, avec 2 400 espèces animales, 2 300 espèces de plantes à fleurs et de fougères, auxquelles s’ajoutent d’innombrables mousses, lichens, champignons,.

#### Réseau Natura 2000

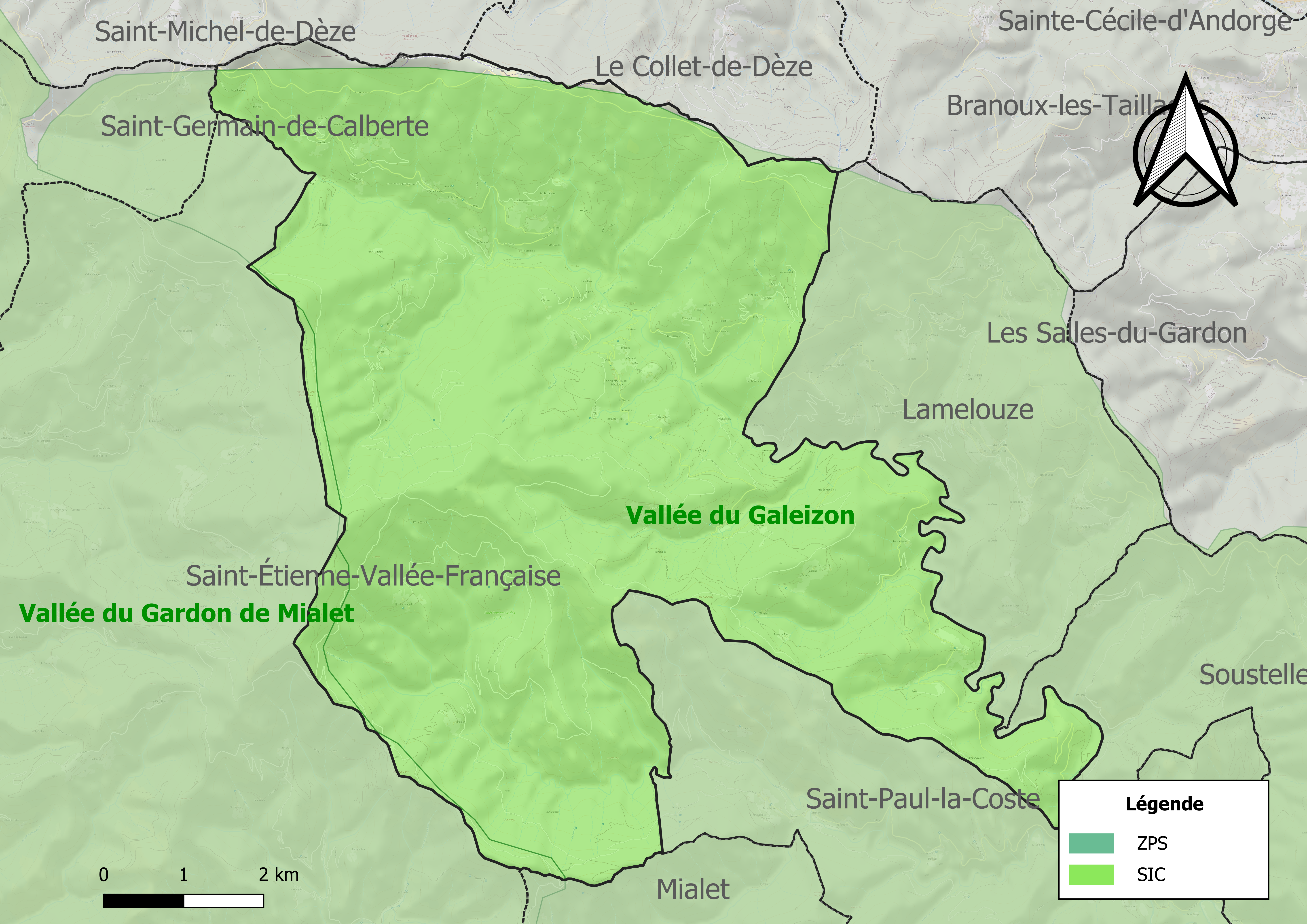
Sites Natura 2000 sur le territoire communal.

Le réseau Natura 2000 est un réseau écologique européen de sites naturels d'intérêt écologique élaboré à partir des directives habitats et oiseaux, constitué de zones spéciales de conservation (ZSC) et de zones de protection spéciale (ZPS).
Deux sites Natura 2000 ont été définis sur la commune au titre de la directive habitats :
- la « vallée du Gardon de Mialet », d'une superficie de 23 371 ha, abritant des populations de poissons d'intérêt communautaire, notamment le Barbeau méridional (Barbus meridionalis), mais aussi le Castor et l'Écrevisse à pattes blanches[15] ;
- la « vallée du Galeizon », d'une superficie de 8 637 ha, une vallée très enclavée est restée sauvage. On y remarque une pinède de Pin de Salzmann, des landes sèches à Ciste de Pouzolz (Cistus pouzolzii) et des ravins humides qui abritent de nombreuses fougères[16].

#### Zones naturelles d'intérêt écologique, faunistique et floristique
L’inventaire des zones naturelles d'intérêt écologique, faunistique et floristique (ZNIEFF) a pour objectif de réaliser une couverture des zones les plus intéressantes sur le plan écologique, essentiellement dans la perspective d’améliorer la connaissance du patrimoine naturel national et de fournir aux différents décideurs un outil d’aide à la prise en compte de l’environnement dans l’aménagement du territoire.
Trois ZNIEFF de type 1 sont recensées sur la commune :
- la « forêt domaniale des Gardons et versant sud de la montagne de la Vieille Morte » (3 041 ha), couvrant 5 communes dont trois dans le Gard et deux dans la Lozère[18] ;
- la « vallée du Galeizon à Lamelouze » (83 ha), couvrant 2 communes dont une dans le Gard et une dans la Lozère[19] ;
- la « vallée du Galeizon à St-Paul-la-Coste » (598 ha), couvrant 4 communes dont trois dans le Gard et une dans la Lozère[20] ;

et une ZNIEFF de type 2, : 
les « Hautes vallées des Gardons » (73 898 ha), couvrant 48 communes dont 27 dans le Gard et 21 dans la Lozère.

Cartes des ZNIEFF de type 1 et 2 à Saint-Martin-de-Boubaux.
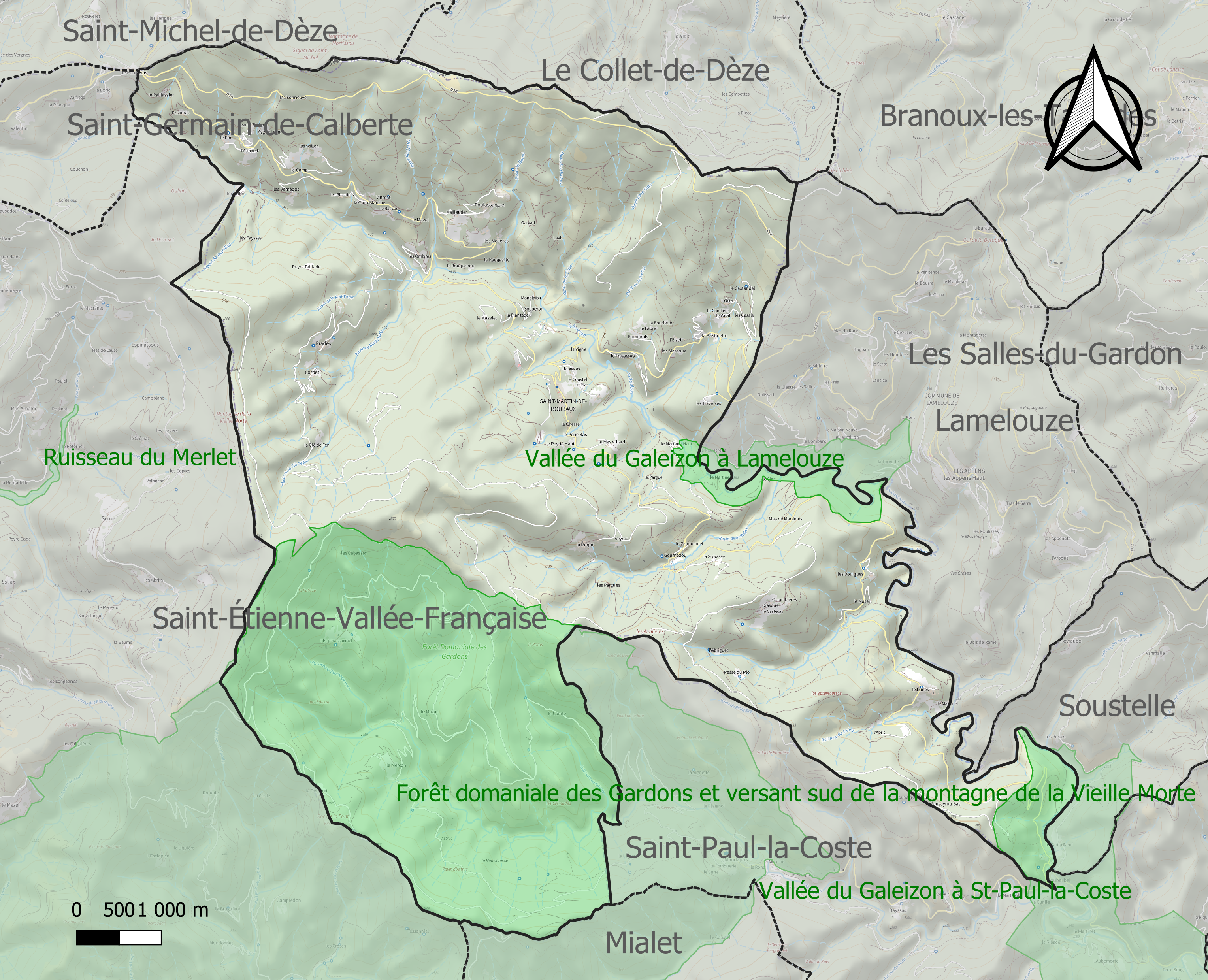
Carte des ZNIEFF de type 1 sur la commune.
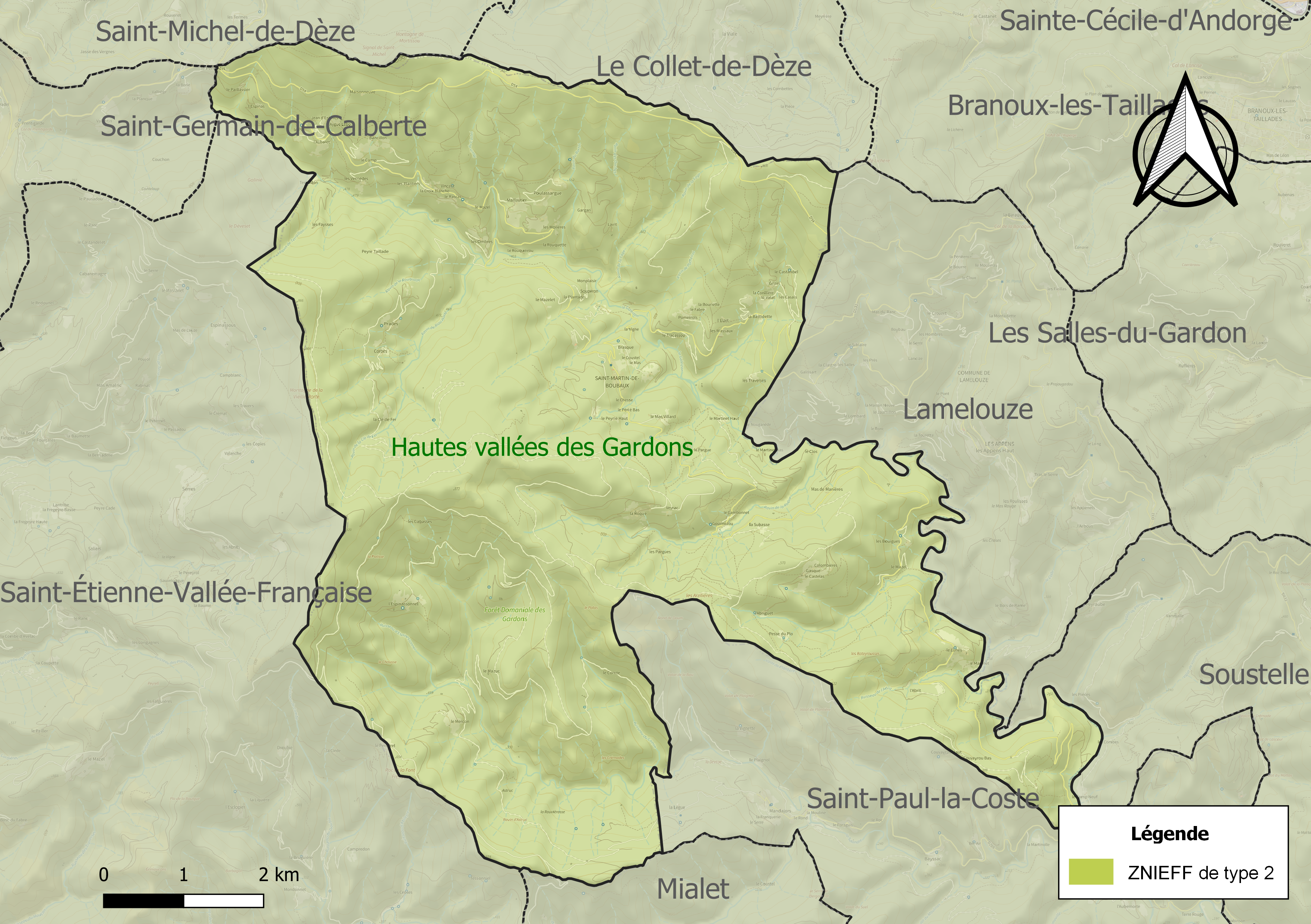
Carte de la ZNIEFF de type 2 sur la commune.

## Urbanisme

### Typologie
Au 1er janvier 2024, Saint-Martin-de-Boubaux est catégorisée commune rurale à habitat très dispersé, selon la nouvelle grille communale de densité à sept niveaux définie par l'Insee en 2022.
Elle est située hors unité urbaine et hors attraction des villes,.

### Occupation des sols
L'occupation des sols de la commune, telle qu'elle ressort de la base de données européenne d’occupation biophysique des sols Corine Land Cover (CLC), est marquée par l'importance des forêts et milieux semi-naturels (100 % en 2018), une proportion identique à celle de 1990 (100 %). La répartition détaillée en 2018 est la suivante : 
forêts (83,6 %), milieux à végétation arbustive et/ou herbacée (16,4 %). L'évolution de l’occupation des sols de la commune et de ses infrastructures peut être observée sur les différentes représentations cartographiques du territoire : la carte de Cassini (XVIIIe siècle), la carte d'état-major (1820-1866) et les cartes ou photos aériennes de l'IGN pour la période actuelle (1950 à aujourd'hui).

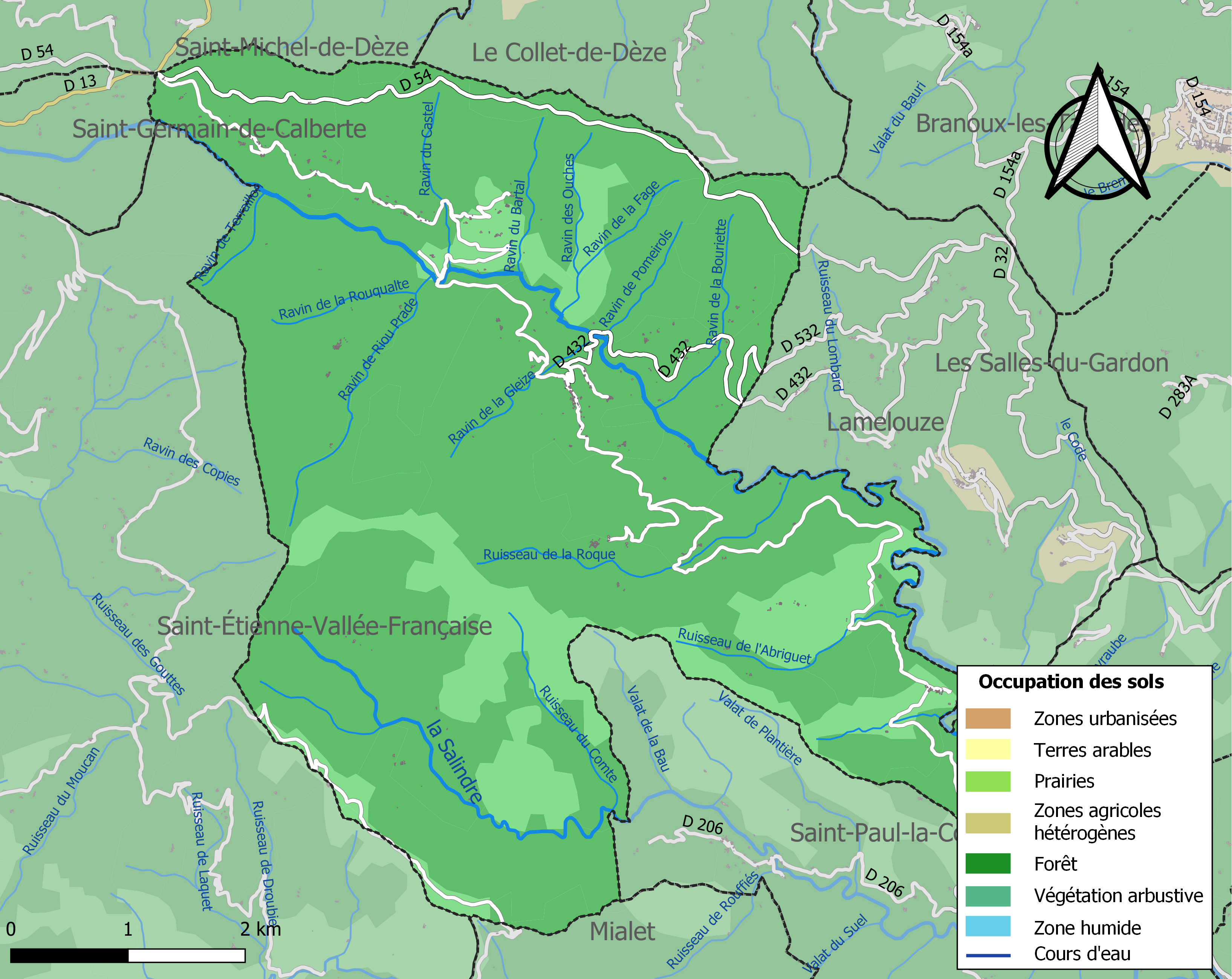
Carte des infrastructures et de l'occupation des sols de la commune en 2018 (CLC).

### Risques majeurs
Le territoire de la commune de Saint-Martin-de-Boubaux est vulnérable à différents aléas naturels : météorologiques (tempête, orage, neige, grand froid, canicule ou sécheresse), inondations, feux de forêts, mouvements de terrains et séisme (sismicité faible). Il est également exposé à un risque particulier : le risque de radon. Un site publié par le BRGM permet d'évaluer simplement et rapidement les risques d'un bien localisé soit par son adresse soit par le numéro de sa parcelle.

#### Risques naturels
Certaines parties du territoire communal sont susceptibles d’être affectées par le risque d’inondation par débordement de cours d'eau, notamment le Galeizon et la Salindre. La commune a été reconnue en état de catastrophe naturelle au titre des dommages causés par les inondations et coulées de boue survenues en 1982, 1994, 2002, 2003, 2014 et 2015,.
Saint-Martin-de-Boubaux est exposée au risque de feu de forêt. Un plan départemental de protection des forêts contre les incendies (PDPFCI) a été approuvé en décembre 2014 pour la période 2014-2023. Les mesures individuelles de prévention contre les incendies sont précisées par divers arrêtés préfectoraux et s’appliquent dans les zones exposées aux incendies de forêt et à moins de 200 mètres de celles-ci. L’arrêté du 23 mars 2018, complété par un arrêté de 2020, réglemente l'emploi du feu en interdisant notamment d’apporter du feu, de fumer et de jeter des mégots de cigarette dans les espaces sensibles et sur les voies qui les traversent sous peine de sanctions. L'arrêté du 23 août 2021, abrogeant un arrêté de 2002, rend le débroussaillement obligatoire, incombant au propriétaire ou ayant droit,,.
La commune est vulnérable au risque de mouvements de terrainsdes éboulements, chutes de pierres et de blocs et des glissements de terrain.
Par ailleurs, afin de mieux appréhender le risque d’affaissement de terrain, l'inventaire national des cavités souterraines permet de localiser celles situées sur la commune.

#### Risque particulier
Dans plusieurs parties du territoire national, le radon, accumulé dans certains logements ou autres locaux, peut constituer une source significative d’exposition de la population aux rayonnements ionisants. Certaines communes du département sont concernées par le risque radon à un niveau plus ou moins élevé. Selon la classification de 2018, la commune de Saint-Martin-de-Boubaux est classée en zone 2, à savoir zone à potentiel radon faible mais sur lesquelles des facteurs géologiques particuliers peuvent faciliter le transfert du radon vers les bâtiments.

## Histoire
Les origines de Saint-Martin-de-Boubaux remontent à la préhistoire. Des traces écrites attestent l'établissement d'une population à partir de l'an mil.
L'histoire de la commune est étroitement liée à celle du protestantisme.
Au cours de la Révolution française, la commune porte le nom du ruisseau qui la traverse, Galeizon.

## Politique et administration
| Période                                  | Période                         | Identité           | Étiquette | Qualité |
| ---------------------------------------- | ------------------------------- | ------------------ | --------- | --- |
| ?                                        | mai 1945                        | Mirabeau Verdelhan | PC-SFIC   | |
| mai 1945                                 | mars 2001                       | Chanzy Verdelhan   | PCF       | |
| mars 2001                                | En cours (au 10 septembre 2020) | Alain Louche       | PCF       | Cadre à La Poste président de la CC de la Vallée Longue et du Calbertois en Cévennes (2008-2016), puis président de la CC des Cévennes au Mont Lozère (2017-2020) |
| Les données manquantes sont à compléter. |                                 |                    |           | |

## Démographie
Les habitants sont appelés les Saint-Martinencs.
| 1793 | 1800 | 1806 | 1821 | 1831 | 1836 | 1841 | 1846  | 1851  |
| ---- | ---- | ---- | ---- | ---- | ---- | ---- | ----- | ----- |
| 854  | 890  | 908  | 923  | 951  | 990  | 998  | 1 071 | 1 093 |

| 1856 | 1861 | 1866 | 1872 | 1876 | 1881 | 1886 | 1891 | 1896 |
| ---- | ---- | ---- | ---- | ---- | ---- | ---- | ---- | ---- |
| 910  | 844  | 835  | 801  | 751  | 739  | 745  | 701  | 626  |

| 1901 | 1906 | 1911 | 1921 | 1926 | 1931 | 1936 | 1946 | 1954 |
| ---- | ---- | ---- | ---- | ---- | ---- | ---- | ---- | ---- |
| 590  | 590  | 560  | 481  | 420  | 378  | 344  | 278  | 257  |

| 1962 | 1968 | 1975 | 1982 | 1990 | 1999 | 2004 | 2006 | 2009 |
| ---- | ---- | ---- | ---- | ---- | ---- | ---- | ---- | ---- |
| 239  | 192  | 161  | 149  | 149  | 163  | 177  | 185  | 174  |

| 2014 | 2019 | 2022 | - | - | - | - | - | - |
| ---- | ---- | ---- | - | - | - | - | - | - |
| 179  | 198  | 194  | - | - | - | - | - | - |

## Économie

### Revenus
En 2018, la commune compte 73 ménages fiscaux, regroupant 156 personnes. La médiane du revenu disponible par unité de consommation est de 14 720 € (20 420 € dans le département).

### Emploi
|                | 2008  | 2013  | 2018   |
| -------------- | ----- | ----- | ------ |
| Commune        | 5,8 % | 7,6 % | 23,4 % |
| Département    | 5 %   | 6,4 % | 7,1 %  |
| France entière | 8,3 % | 10 %  | 10 %   |

En 2018, la population âgée de 15 à 64 ans s'élève à 120 personnes, parmi lesquelles on compte 73,4 % d'actifs (50 % ayant un emploi et 23,4 % de chômeurs) et 26,6 % d'inactifs,. En  2018, le taux de chômage communal (au sens du recensement) des 15-64 ans est supérieur à celui de la France et du département, alors qu'il était inférieur à celui de la France en 2008.
La commune est hors attraction des villes,. Elle compte 34 emplois en 2018, contre 38 en 2013 et 33 en 2008. Le nombre d'actifs ayant un emploi résidant dans la commune est de 61, soit un indicateur de concentration d'emploi de 56 % et un taux d'activité parmi les 15 ans ou plus de 52,3 %.
Sur ces 61 actifs de 15 ans ou plus ayant un emploi, 29 travaillent dans la commune, soit 48 % des habitants. Pour se rendre au travail, 81 % des habitants utilisent un véhicule personnel ou de fonction à quatre roues, 9,5 % s'y rendent en deux-roues, à vélo ou à pied et 9,5 % n'ont pas besoin de transport (travail au domicile).

## Culture locale et patrimoine

### Lieux et monuments
- Église de Saint-Martin, de style roman, construite en 1824.
- Temple de l’Église protestante unie de France construit en 1870-71. Il est restauré entre 1988 et 1993.
- Une clède restaurée par une association.

### Personnalités liées à la commune
- Jean-Louis et Étienne Gibert[39], pasteurs
- Pierre Pourcher[40] (1831-1915), curé imprimeur